# MotoGP imolai nagydíj
A MotoGP imolai nagydíja a MotoGP egy korábbi versenye, melyet 1996 és 1999 között rendeztek meg.

## Győztesek
| Év   | Helyszín | 125 cc                     | 250 cc                    | 500 cc                | Összefoglaló |
| ---- | -------- | -------------------------- | ------------------------- | --------------------- | ------------ |
| 1996 | Imola    | Tokudome Maszaki (Aprilia) | Ralf Waldmann (Honda)     | Mick Doohan (Honda)   | Összefoglaló |
| 1997 | Imola    | Valentino Rossi (Aprilia)  | Max Biaggi (Honda)        | Mick Doohan (Honda)   | Összefoglaló |
| 1998 | Imola    | Manako Tomomi (Honda)      | Valentino Rossi (Aprilia) | Mick Doohan (Honda)   | Összefoglaló |
| 1999 | Imola    | Marco Melandri (Honda)     | Loris Capirossi (Honda)   | Àlex Crivillé (Honda) | Összefoglaló |